# Doornstaartrayadito
De doornstaartrayadito (Aphrastura spinicauda) is een zangvogel uit de familie Furnariidae (ovenvogels).

## Verspreiding en leefgebied
Deze soort komt voor in centraal en zuidelijk Chili en zuidwestelijk Argentinië en telt vier ondersoorten:
- A. s. spinicauda: van centraal Chili en westelijk Argentinië tot Vuurland.
- A. s. bullocki: Mocha Island (nabij Chili).
- A. s. fulva: Chiloé (nabij Chili).
- A. s. subantarctica[3]: Diego Ramírezeilanden (nabij Kaap Hoorn).

## Status
De grootte van de populatie is niet gekwantificeerd maar de soort wordt omschreven als algemeen. Op de Rode lijst van de IUCN heeft deze soort de status niet bedreigd.